# NGC 700
NGC 700 is een lensvormig sterrenstelsel in het sterrenbeeld Andromeda. Het hemelobject werd op 12 oktober 1855 ontdekt door de Ierse astronoom William Parsons.

## Synoniemen
- PGC 6928
- ZWG 522.3